# Liste chinesischer Verwerfungszonen
Dies ist eine Liste chinesischer Verwerfungszonen (chinesisch 断裂带, Pinyin duanlie dai, englisch fault zone). Diese geologischen Störungen trennen die verschiedenen tektonischen Einheiten Chinas. Bis heute finden an ihnen Bewegungen statt, die zu Erdbeben führen können, wie etwa das Erdbeben in Sichuan 2008, das durch die Longmenshan-Verwerfung am Westrand des Sichuan-Becken verursacht wurde.

## Erforschungsgeschichte
Die Bedeutung von geologischen Verwerfungszonen für das häufig von starken Erdbeben heimgesuchte China ist aufgrund der von ihnen hervorgerufenen Verschiebungen der Erdoberfläche offensichtlich. Systematische Untersuchungen begannen nach ersten Arbeiten in den 1920er und 1930er Jahren etwa um 1960. Nach mehreren verheerenden Erdbeben zwischen 1960 und 1976 wurde die erste Karte der aktiven Störungen und Erdbebenzonen im Jahr 1979 veröffentlicht. Seitdem wurden zahlreiche Versuche unternommen, die Aktivität der Verwerfungszonen in China zu verstehen, und in den 1990ern erschienen zahlreiche wissenschaftliche Arbeiten zu diesem Thema. Diese Arbeiten wurden in einer Karte der aktiven Tektonik Chinas im Maßstab 1:4 000 000 zusammengefasst, die 2003 zusammen mit einem Erläuterungsband erschien.

## Tektonische Gliederung
Die aktiven Verwerfungen in China werden nach ihrer Aktivität und ihrem geologischen Umfeld in fünf Provinzen aktiver Tektonik geordnet. Auf der Grundlage charakteristischer Unterschiede ihrer Aktivität im Quartär sind dies die tektonische Provinz Tibet, die tektonische Provinz Xinjiang-Uigur, Nordostchina, Nordchina und Südchina. Die beiden letzten tektonischen Provinzen sind nicht nennenswert von aktiven Störungen betroffen.

### Tektonische Provinz Tibet und Südwest-China
Das tibetische Plateau und der Südwesten Chinas ist von der Kollision der Indischen mit der Eurasischen Platte stark betroffen. Hier treten zwei Haupttypen von Verwerfungen auf, Überschiebungszonen und Blattverschiebungen.
Zu den Überschiebungen werden folgende Verwerfungen gezählt:
- Zentrale Himalaya-Hauptüberschiebung (Main Central Thrust)
- Frontale Himalaya-Hauptüberschiebung (Main Frontal Thrust)
- Himalaya-Randüberschiebung (Main Boundary Thrust)
- West Kunlun-Überschiebungszone (昆仑山西断裂带)
- Longmenshan-Überschiebungszone (Longmenshan-Verwerfungszone 龙门山断裂带), am Nordwestrand des Sichuan-Beckens[3] mit ihren Teilstörungen[4]
  - Wenchuan-Maowen-Überschiebung (汶川-茂汶大断裂帶)
  - Beichuan-Überschiebung (北川断裂带)
  - Pengguan-Überschiebung (彭灌断裂带)
- Liupanshan-Überschiebung (六盘山断裂带), nach dem Gebirge Liupan Shan 六盘山 benannt
- Qilianshan-Hexi-Überschiebung, nach dem Gebirge Qilian Shan (祁连山) und dem Hexi- bzw. Gansu-Korridor (河西走廊) benannt

Zu den Blattverschiebungen werden folgende Verwerfungen gezählt:
- Altin-Dagh-Störung (阿尔金断裂带), nach dem Gebirge Altun (阿尔金山) benannt
- Karakorum-Jiali-Störungszone (喀喇昆仑—嘉黎断裂带)
- Ost-Kunlun-Störung (东昆仑断裂带)

Im Südwesten erstreckt sich in der Verlängerung der Karakorum-Jiali-Störungszone eine große, kompliziert gebaute Bewegungszone von Nordwesten nach Südosten über 1.400 km von Qinghai bis ins südliche Yunnan, die Kangding-Störungszone (Xichang-Yunnan-Faltengürtel nach Ryder 1994). Sie ist aus einzelnen Blattverschiebungen aufgebaut, an ihr haben bedeutende linksseitige Horizontalverschiebungen stattgefunden. Sie umfasst zahlreiche Verwerfungszonen, die einzelne Bereiche der Erdkruste begrenzen. Die fünf wichtigsten sind:
- Anninghe-Verwerfung (安宁河断裂带), nach dem Fluss Anning He (安宁河) benannt
- Ganzi-Yushu-Verwerfung (甘孜－玉树断裂带), nach dem Kreis Garzê des Autonomen Bezirks Garzê der Tibeter in der Provinz Sichuan und der Stadt Yushu des Autonomen Bezirks Yushu der Tibeter in der Provinz Qinghai benannt
- Xianshuihe-Verwerfung (鲜水河断裂带), nach dem Fluss Xianshui He (鲜水河) benannt
- Zemuhe-Verwerfung (则木河断裂带), nach dem Fluss Zemu He (则木河) benannt
- Xiaojiang-Verwerfung (小江断裂带),[7] nach dem Fluss Xiao Jiang (小江) benannt

Einzelne Teile dieser Zone werden mit leicht verschiedenen Namen belegt, so etwa
- Xianshuihe-Anninghe-Zemuhe-Verwerfung (鲜水河、安宁河、则木河断裂带)
- Anninghe-Zemuhe-Verwerfung (安宁河、则木河断裂带)
- Xianshuihe-Anninghe-Zemuhe-Verwerfung (鲜水河、安宁河、则木河断裂带)
- Anninghe-Zemuhe-Xiaojiang-Verwerfungszone (安宁河-则木河-小江地震带, englisch Anninghe-Zemuhe-Xiaojiang fault zone)
- Zemuhe-Xiaojiang-Verwerfungszone (则木河一小江地震带, englisch Zemuhe-Xiaojiang fault zone).

Weitere Störungszonen in diesem Teil Chinas sind:
- Chenghai-Verwerfung (程海断裂带), nach dem See Cheng Hai (程海) im Kreis Yongsheng, Yunnan, benannt
- Dali-Verwerfung (大理断裂带)
- Haiyuan-Störung (海原断裂带)
- Heqing-Eryuan-Verwerfung (鹤庆-洱源断裂带)
- Litang-Verwerfung (理塘断裂带)
- Lijiang-Qinghe-Verwerfung (丽江-箐河断裂带)
- Longling-Ruili-Verwerfung (龙陵—瑞丽断裂)
- Lushui-Verwerfung (泸水断裂带)
- Luzhijiang-Verwerfung (绿汁江断裂带)
- Menglian-Verwerfung (孟连断裂带)
- Muli-Verwerfung (木里断裂带) (Erdbebengebiet Muli-Yanyuan 木里-盐源地震区)
- Nantinghe-Verwerfung (南汀河断裂带)
- Puduhe-Verwerfung (普渡河断裂带), nach dem Fluss Pudu He (普渡河) benannt
- Roter-Fluss-Verwerfung (红河断裂带)
- Shimian-Verwerfung (石棉断裂, auch Nanyahe-Verwerfung 南垭河断裂 genannt)
- Shiping-Jianshui-Verwerfung (石屏一建水断裂带)
- Tongdian-Weishan-Verwerfung (通甸-巍山断裂带)
- Wanning-Verwerfung (畹町断裂带)
- Zhongdian-Verwerfung (中甸断裂带)
- Zhoucheng-Qingshui-Verwerfung (周城-清水断裂带)

### Tektonische Provinz Xinjiang-Uigur
- Keketuohai-Ertai-Störung/Koktokay-Ertai-Störung (可可托海—二台断裂带)
- Boluokenu-Störung (博罗可努断裂)

### Nordostchina
- Hetao-Störungszone
- Shaanxi-Störungszone
- Weihe-Störungszone
- Yinchuan-Jilantai-Störungszone
- Tancheng-Lujiang-Störungszone 郯城-庐江断裂带 (Abk. Tan-Lu-Störungszone 郯庐断裂带)

## Andere aktive Verwerfungszonen und Störungen
- Baishanzhen-Tianchi-Jince-Verwerfung
- Chuxiong-Jianshui-Verwerfung (楚雄一建水断裂带)
- Jinshajiang-Verwerfung (金沙江断裂带)
  - Jinshajiang-Lijiang-Jianchuan-Verwerfung (小金河一丽江一剑川断裂带)
- Jiujia-Amojiang-Verwerfung (九甲-阿墨江断裂带)
- Lancangjiang-Verwerfung (澜沧江断裂带)
- Margai-Caka-Rola-Co-Verwerfung (玛尔盖茶卡一若拉错断裂带) (Maergaichaka-Ruolacuo-Verwerfung)
- Minjiang-Verwerfung (岷江断裂带)
- Mêdog-Verwerfung (Motuo-Verwerfung) (墨脱断裂带)
- Muga-Heihe-Verwerfung (木嘎-黑河断裂)
- Quhong-Verwerfung (曲江断裂带)
- Tancheng-Lujiang-Störungszone ((郯城-庐江断裂带), Abkürzung: Tanlu-Verwerfung (郯庐断裂带))
- Xiaojinhe-Lijiang-Verwerfung (小金河一丽江断裂带)
- Yimen-Verwerfung (易门断裂带)
- Yingjing-Mabian-Yanjin-Verwerfung (荥经-马边-盐津断裂带)
- Yuanmou-Verwerfung (元谋断裂带)